# أندرسون أوردونيز
أندرسون أوردونيز هو لاعب كرة قدم إكوادوري في مركز قلب الدفاع، ولد في 29 يناير 1994 في غواياكيل في الإكوادور. لعب مع نادي برشلونة.

## وصلات خارجية
- أندرسون أوردونيز على موقع قاعدة بيانات كرة القدم.إي يو (الإنجليزية)
- أندرسون أوردونيز على موقع Soccerway.com (الإنجليزية)
- أندرسون أوردونيز على موقع عالم كرة القدم.نت (الإنجليزية)
- أندرسون أوردونيز على موقع AS.com (الإسبانية)